# Zommange
Zommange est une commune française située dans le département de la Moselle, en région Grand Est.

## Géographie
La commune fait partie du parc naturel régional de Lorraine.

### Communes limitrophes
| Bidestroff   |          | Cutting            |
| Lindre-Haute | Zommange | Rorbach-lès-Dieuze |
| Lindre-Basse |          | Guermange          |

### Hydrographie
La commune est située dans le bassin versant du Rhin au sein du bassin Rhin-Meuse. Elle est drainée par le ruisseau le Verbach, le ruisseau le Speck et le ruisseau de l'Étang de la Justice.
Le Verbach, d'une longueur totale de 11,8 km, prend sa source dans la commune de Domnom-lès-Dieuze et se jette  dans la Seille à Dieuze, après avoir traversé sept communes.

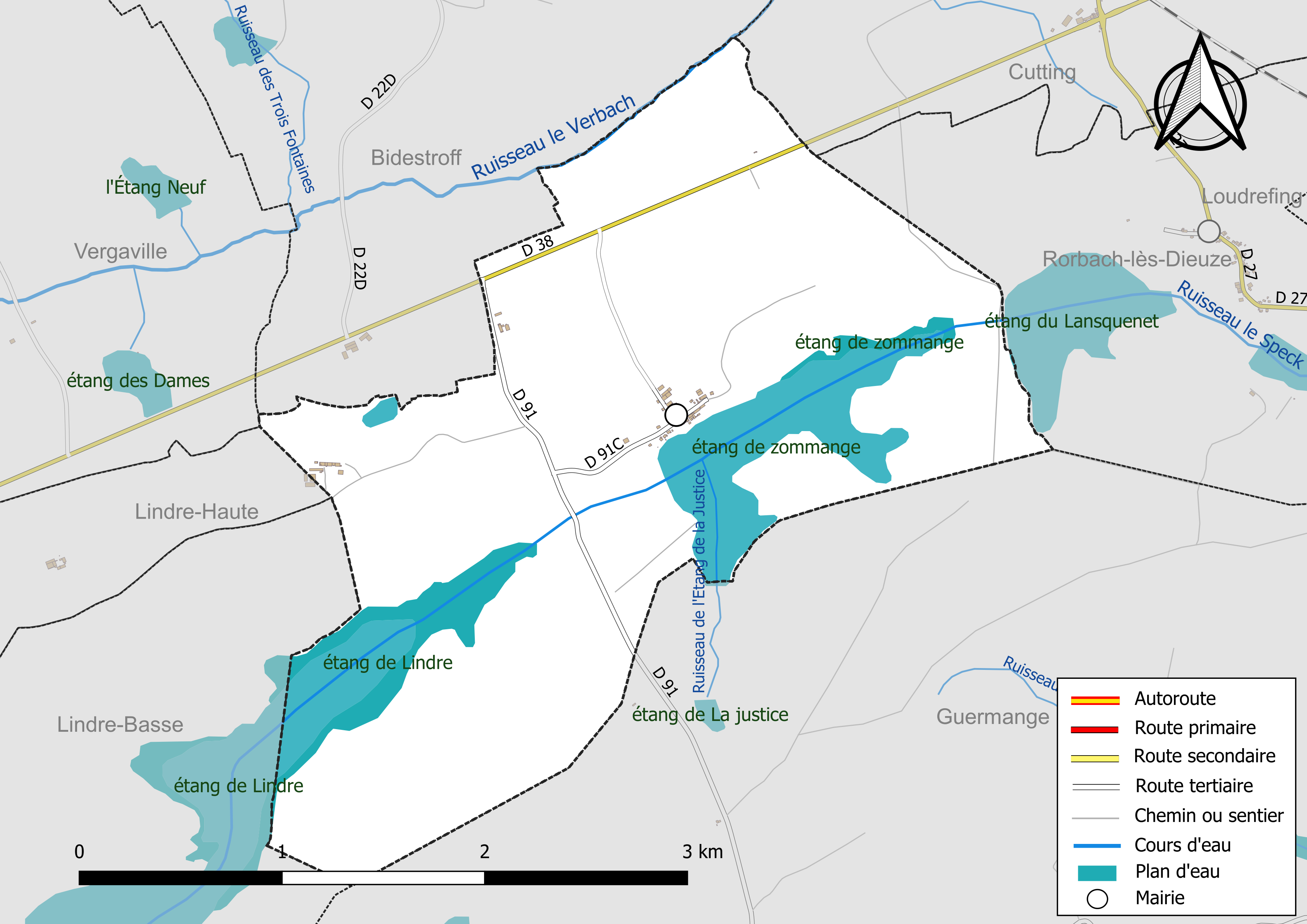
Réseaux hydrographique et routier de Zommange.

La qualité des eaux des principaux cours d’eau de la commune, notamment du ruisseau le Verbach, peut être consultée sur un site spécial géré par les agences de l’eau et l’Agence française pour la biodiversité.

### Climat
Pour des articles plus généraux, voir Climat du Grand Est et Climat de la Moselle.
En 2010, le climat de la commune est de type climat des marges montargnardes, selon une étude du Centre national de la recherche scientifique s'appuyant sur une série de données couvrant la période 1971-2000. En 2020, Météo-France publie une typologie des climats de la France métropolitaine dans laquelle la commune est exposée à un climat semi-continental et est dans la région climatique  Vosges, caractérisée par une pluviométrie très élevée (1 500 à 2 000 mm/an) en toutes saisons et un hiver rude (moins de 1 °C). 
Pour la période 1971-2000, la température annuelle moyenne est de 10 °C, avec une amplitude thermique annuelle de 17 °C. Le cumul annuel moyen de précipitations est de 894 mm, avec 12 jours de précipitations en janvier et 9,2 jours en juillet. Pour la période 1991-2020, la température moyenne annuelle observée sur la station météorologique de Météo-France la plus proche, « Rodalbe », sur la commune de Rodalbe à 12 km à vol d'oiseau, est de 10,6 °C et le cumul annuel moyen de précipitations est de 737,2 mm. 
La température maximale relevée sur cette station est de 38,7 °C, atteinte le 24 juillet 2019 ; la température minimale est de −18,1 °C, atteinte le 26 décembre 2010,,. 
Les paramètres climatiques de la commune ont été estimés pour le milieu du siècle (2041-2070) selon différents scénarios d'émission de gaz à effet de serre à partir des nouvelles projections climatiques de référence DRIAS-2020. Ils sont consultables sur un site spécial publié par Météo-France en novembre 2022.

## Urbanisme

### Typologie
Au 1er janvier 2024, Zommange est catégorisée commune rurale à habitat très dispersé, selon la nouvelle grille communale de densité à sept niveaux définie par l'Insee en 2022.
Elle est située hors unité urbaine. Par ailleurs la commune fait partie de l'aire d'attraction de Dieuze, dont elle est une commune de la couronne,. Cette aire, qui regroupe 31 communes, est catégorisée dans les aires de moins de 50 000 habitants,.

### Occupation des sols
L'occupation des sols de la commune, telle qu'elle ressort de la base de données européenne d’occupation biophysique des sols Corine Land Cover (CLC), est marquée par l'importance des forêts et milieux semi-naturels (42,9 % en 2018), une proportion identique à celle de 1990 (42,9 %). La répartition détaillée en 2018 est la suivante : 
forêts (42,9 %), terres arables (25,2 %), prairies (16,2 %), eaux continentales (15,8 %). L'évolution de l’occupation des sols de la commune et de ses infrastructures peut être observée sur les différentes représentations cartographiques du territoire : la carte de Cassini (XVIIIe siècle), la carte d'état-major (1820-1866) et les cartes ou photos aériennes de l'IGN pour la période actuelle (1950 à aujourd'hui).

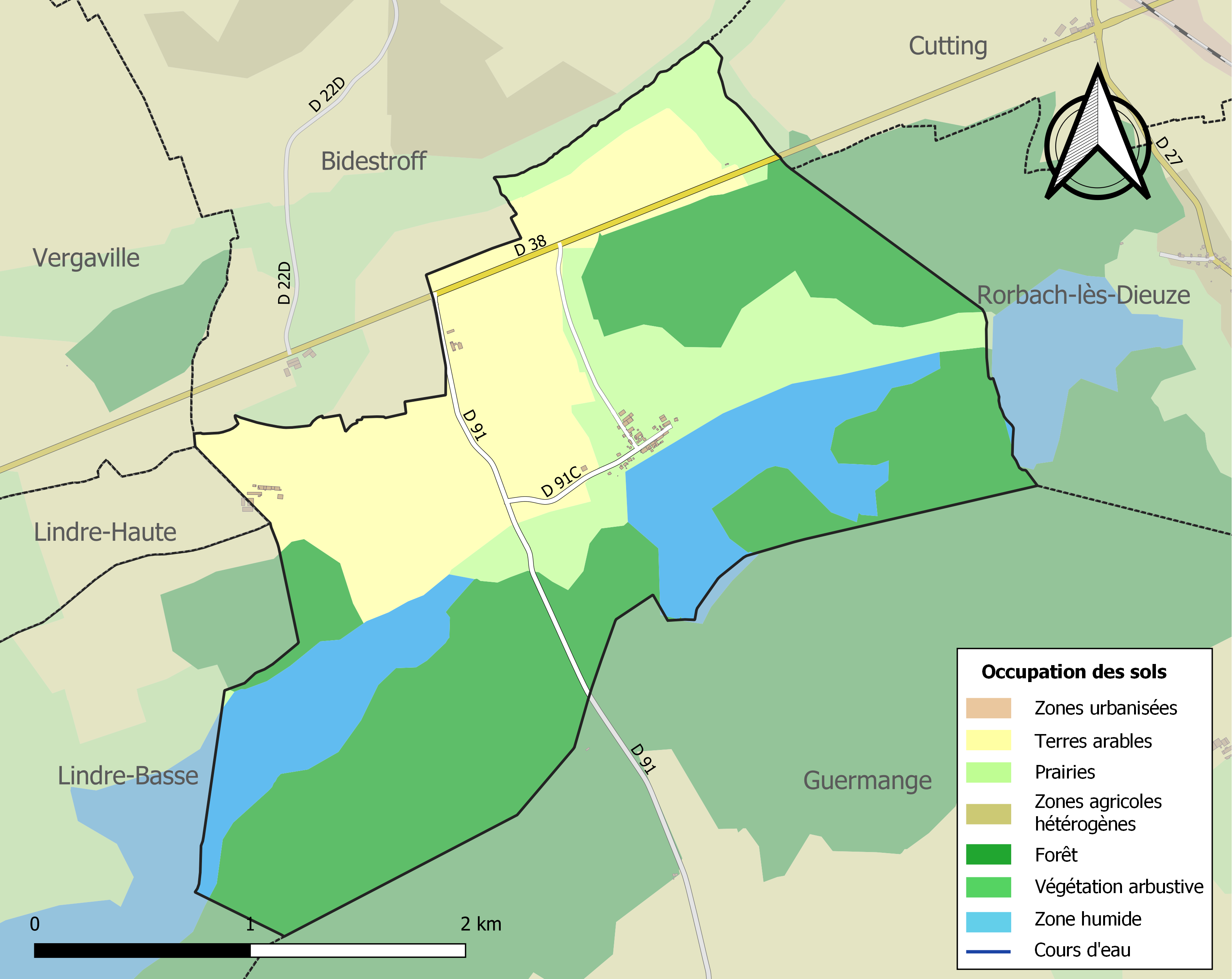
Carte des infrastructures et de l'occupation des sols de la commune en 2018 (CLC).

## Toponymie
Ancien noms : Semanges (1476), Semenges (1499), Summingen (1559), Semanges alias Simingen (1594), Sommanges (1600), Soubmange (1627), Sommange ou Zommange (1719), Zemmingen (1871-1918).

## Histoire
- Relevait de l'ancienne province de Lorraine, de la châtellenie de Marimont.
- Détruit au cours de la guerre de Trente Ans ; était inhabitée en 1650.

## Politique et administration

### Liste des maires
| Période                                  | Période   | Identité           | Étiquette | Qualité |
| ---------------------------------------- | --------- | ------------------ | --------- | ------- |
| mars 1995                                | mars 2001 | Claude Gaillot     |           |         |
| mars 2001                                | mars 2008 | Jean-Louis Viennet |           |         |
| mars 2008                                | En cours  | Jean-Luc Gaillot   |           |         |
| Les données manquantes sont à compléter. |           |                    |           |         |

### Tendances politiques et résultats
Le résultat de l'élection présidentielle de 2012 dans cette commune est le suivant :
| Candidat       | Candidat                    | Premier tour | Premier tour | Second tour | Second tour |
| Candidat       | Candidat                    | Voix         | %            | Voix        | %           |
| -------------- | --------------------------- | ------------ | ------------ | ----------- | ----------- |
|                | Eva Joly (EÉLV)             | 0            | 0,00         |             |             |
|                | Marine Le Pen (FN)          | 0            | 0,00         |             |             |
|                | Nicolas Sarkozy (UMP)       | 8            | 6,67         | 17          | 56,67       |
|                | Jean-Luc Mélenchon (FG)     | 0            | 0,00         |             |             |
|                | Philippe Poutou (NPA)       | 0            | 0,00         |             |             |
|                | Nathalie Arthaud (LO)       | 0            | 0,00         |             |             |
|                | Jacques Cheminade (SP)      | 0            | 0,00         |             |             |
|                | François Bayrou (MoDem)     | 13           | 43,33        |             |             |
|                | Nicolas Dupont-Aignan (DLR) | 0            | 0,00         |             |             |
|                | François Hollande (PS)      | 9            | 30,00        | 13          | 43,33       |
|                |                             |              |              |             |             |
| Inscrits       | Inscrits                    | 33           | 100,00       | 32          | 100,00      |
| Abstentions    | Abstentions                 | 3            | 9,09         | 1           | 3,13        |
| Votants        | Votants                     | 30           | 90,91        | 31          | 96,87       |
| Blancs et nuls | Blancs et nuls              | 0            | 0,00         | 1           | 3,23        |
| Exprimés       | Exprimés                    | 30           | 100,00       | 30          | 96,77       |

Le résultat de l'élection présidentielle de 2017 dans cette commune est le suivant :
| Candidat    | Candidat                    | Premier tour | Premier tour | Deuxième tour | Deuxième tour |  |
| Candidat    | Candidat                    | %            | Voix         | %             | Voix          |  |
| ----------- | --------------------------- | ------------ | ------------ | ------------- | ------------- |  |
|             | Nicolas Dupont-Aignan (DLF) | 24,14        | 7            |               |               |  |
|             | Marine Le Pen (FN)          | 13,79        | 4            | 36,36         | 8             |  |
|             | Emmanuel Macron (EM)        | 31,03        | 9            | 63,64         | 14            |  |
|             | Benoît Hamon (PS)           | 0,00         | 0            |               |               |  |
|             | Nathalie Arthaud (LO)       | 3,45         | 1            |               |               |  |
|             | Philippe Poutou (NPA)       | 0,00         | 0            |               |               |  |
|             | Jacques Cheminade (SP)      | 0,00         | 0            |               |               |  |
|             | Jean Lassalle (RES)         | 0,00         | 0            |               |               |  |
|             | Jean-Luc Mélenchon (LFI)    | 6,90         | 2            |               |               |  |
|             | François Asselineau (UPR)   | 0,00         | 0            |               |               |  |
|             | François Fillon (LR)        | 20,69        | 6            |               |               |  |
|             |                             |              |              |               |               |  |
| Inscrits    | Inscrits                    | 33           | 100,00       | 33            | 100,00        |  |
| Abstentions | Abstentions                 | 2            | 6,06         | 4             | 12,12         |  |
| Votants     | Votants                     | 31           | 93,94        | 29            | 87,88         |  |
| Blancs      | Blancs                      | 2            | 6,45         | 7             | 24,14         |  |
| Nuls        | Nuls                        | 0            | 0,00         | 0             | 0,00          |  |
| Exprimés    | Exprimés                    | 29           | 93,55        | 22            | 75,86         |  |

## Démographie
L'évolution du nombre d'habitants est connue à travers les recensements de la population effectués dans la commune depuis 1793. Pour les communes de moins de 10 000 habitants, une enquête de recensement portant sur toute la population est réalisée tous les cinq ans, les populations de référence des années intermédiaires étant quant à elles estimées par interpolation ou extrapolation. Pour la commune, le premier recensement exhaustif entrant dans le cadre du nouveau dispositif a été réalisé en 2007.

En 2022, la commune comptait 44 habitants, en évolution de +4,76 % par rapport à 2016 (Moselle : +0,52 %, France hors Mayotte : +2,11 %).
| 1793 | 1800 | 1806 | 1821 | 1831 | 1836 | 1841 | 1846 | 1851 |
| ---- | ---- | ---- | ---- | ---- | ---- | ---- | ---- | ---- |
| 75   | 93   | 113  | 105  | 111  | 125  | 135  | 143  | 148  |

| 1856 | 1861 | 1871 | 1875 | 1880 | 1885 | 1890 | 1895 | 1900 |
| ---- | ---- | ---- | ---- | ---- | ---- | ---- | ---- | ---- |
| 122  | 129  | 123  | 120  | 105  | 92   | 77   | 85   | 82   |

| 1905 | 1910 | 1921 | 1926 | 1931 | 1936 | 1946 | 1954 | 1962 |
| ---- | ---- | ---- | ---- | ---- | ---- | ---- | ---- | ---- |
| 84   | 82   | 75   | 75   | 64   | 61   | 51   | 61   | 67   |

| 1968 | 1975 | 1982 | 1990 | 1999 | 2006 | 2007 | 2012 | 2017 |
| ---- | ---- | ---- | ---- | ---- | ---- | ---- | ---- | ---- |
| 54   | 53   | 52   | 37   | 35   | 36   | 36   | 35   | 44   |

| 2022 | - | - | - | - | - | - | - | - |
| ---- | - | - | - | - | - | - | - | - |
| 44   | - | - | - | - | - | - | - | - |

## Culture locale et patrimoine

### Lieux et monuments
- Traces d'une voie romaine.
- Église Saint-Laurent néo-gothique (1866).